# Vicente Sartorius y Cabeza de Vaca
Vicente Sartorius y Cabeza de Vaca (Madrid, 20 novembre 1931 – Ibiza, 22 luglio 2002) è stato un bobbista spagnolo.

## Biografia

### Famiglia e carriera olimpica
Vicente nacque nel 1931 a Madrid, secondogenito di Carlos Sartorius y Díaz de Mendoza (1900-1966) e di María de Lourdes Cabeza de Vaca y Carvajal (1903-1940), II marchesa di Mariño. Era fratello di Antonio (1928-1976) e Carlos (1935).
Negli anni '50 ebbe una carriera professionale nel bob. Nel 1956 partecipò alle Olimpiadi invernali a Cortina d'Ampezzo, al fianco di Alfonso de Portago. Si classificarono quarti nel bob a due maschile e arrivò nono nel bob a quattro maschile. Il 24 dicembre 1976 il fratello maggiore morì a Marbella e gli succedette come IV marchese di Mariño.

### Matrimoni e morte
Il 24 aprile 1964 sposò nella basilica di Nostra Signora del Pilar a Buenos Aires Isabel Zorraquín y de Corral (1940-2009) e divorziarono nel 1974. L'11 giugno 1988 sposò nella cattedrale di San Florino a Vaduz la principessa Nora del Liechtenstein.
Il 22 luglio 2002, durante una vacanza a Ibiza, subì un attacco di cuore che lo portò alla morte. Venne tumulato due giorni dopo.

## Palmarès
| Anno | Manifestazione                | Sede              | Evento        | Risultato | Prestazione | Note  |
| ---- | ----------------------------- | ----------------- | ------------- | --------- | ----------- | ----- |
| 1956 | VII Giochi olimpici invernali | Cortina d'Ampezzo | Bob a due     | 4⁰        | 5:37.600    | [ 2 ] |
| 1956 | VII Giochi olimpici invernali | Cortina d'Ampezzo | Bob a quattro | 9⁰        | 5:19.490    | [ 3 ] |

## Discendenza
Vicente Sartorius y Cabeza de Vaca e la prima moglie Isabel Zorraquín y de Corral ebbero due figlie e un figlio:
- Isabel Sartorius y Zorraquín (Madrid, 20 gennaio 1965), dal 1989 al 1991 ebbe una relazione con Filippo di Borbone-Spagna e il 12 febbraio 1997 sposò a Londra Javier de Soto y FitzJames-Stuart (1966), con cui ha avuto una figlia:[6]
  - Mencia FitzJames-Stuart y Sartorius (Madrid, 25 luglio 1997).
- Cecilia Sartorius y Zorraquín (1967), il 30 giugno 1990 sposò a Peraleda de la Mata Federico Green, con cui ha avuto due figli e una figlia:[7]
  - Marcos Bartolomé;
  - Pablo Federico;
  - Antonia.
- Luis José Sartorius y Zorraquín (Madrid, 1970), V marchese di Mariño, il 22 giugno 2013 sposò al castello di Belmonte Barbara Pérez Manzarbeitia, con cui ha avuto un figlio e una figlia:[8]
  - Vicente Sartorius y Pérez (2011);
  - Isabel Sartorius y Pérez (luglio 2012).

Con la seconda moglie Nora del Liechtenstein ebbe una figlia:
- María Teresa Sartorius y de Liechtenstein (Madrid, 21 novembre 1992).

## Ascendenza
|                                               |                                  |                                                              | Genitori                                                      |  |  | Nonni |  |  | Bisnonni                    |  |  | Trisnonni                |  |
|                                               |                                  |                                                              |                                                               |  |  |       |  |  | Luis José Sartorius y Tapia |  |  | Andrés Sartorius y Trier |  |
|                                               |                                  |                                                              |                                                               |  |  |       |  |  | Luis José Sartorius y Tapia |  |  | Andrés Sartorius y Trier |  |
|                                               |                                  | Joaquina de Tapia y Sánchez de Oviedo                        |                                                               |  |  |       |  |  | Luis José Sartorius y Tapia |  |  |                          |  |
| Fernando Sartorius y Chacón                   |                                  |                                                              |                                                               |  |  |       |  |  | Luis José Sartorius y Tapia |  |  |                          |  |
|                                               |                                  | María de los Remedios Chacón y Romero de Cisneros            | Rafael Chacón y Urbina                                        |  |  |       |  |  |                             |  |  |                          |  |
|                                               |                                  | María de los Remedios Chacón y Romero de Cisneros            | Rafael Chacón y Urbina                                        |  |  |       |  |  |                             |  |  |                          |  |
|                                               |                                  | María de los Remedios Chacón y Romero de Cisneros            | María Amparo Romero de Cisneros y Nagüens                     |  |  |       |  |  |                             |  |  |                          |  |
| Carlos Sartorius y Díaz de Mendoza            |                                  | María de los Remedios Chacón y Romero de Cisneros            |                                                               |  |  |       |  |  |                             |  |  |                          |  |
|                                               |                                  | Mariano Díaz de Mendoza y Uribe                              | Fernando Díaz de Mendoza y Valcárcel                          |  |  |       |  |  |                             |  |  |                          |  |
|                                               |                                  | Mariano Díaz de Mendoza y Uribe                              | Fernando Díaz de Mendoza y Valcárcel                          |  |  |       |  |  |                             |  |  |                          |  |
|                                               |                                  | Mariano Díaz de Mendoza y Uribe                              | María de la O de Uribe Yarza y Samaniego                      |  |  |       |  |  |                             |  |  |                          |  |
| María del Carmen Díaz de Mendoza y Aguado     |                                  | Mariano Díaz de Mendoza y Uribe                              |                                                               |  |  |       |  |  |                             |  |  |                          |  |
|                                               |                                  | Concepción Aguado y Flores                                   | Mariano Aguado y García-Sócoli                                |  |  |       |  |  |                             |  |  |                          |  |
|                                               |                                  | Concepción Aguado y Flores                                   | Mariano Aguado y García-Sócoli                                |  |  |       |  |  |                             |  |  |                          |  |
|                                               |                                  | Concepción Aguado y Flores                                   | Francisca Flores y Romero de Valdés                           |  |  |       |  |  |                             |  |  |                          |  |
| Vicente Sartorius y Cabeza de Vaca            |                                  | Concepción Aguado y Flores                                   |                                                               |  |  |       |  |  |                             |  |  |                          |  |
|                                               | Mariano Cabeza de Vaca y Morales | Vicente Cabeza de Vaca y Gómez de Terán                      |                                                               |  |  |       |  |  |                             |  |  |                          |  |
|                                               | Mariano Cabeza de Vaca y Morales | Vicente Cabeza de Vaca y Gómez de Terán                      |                                                               |  |  |       |  |  |                             |  |  |                          |  |
|                                               | Mariano Cabeza de Vaca y Morales | Catalina Morales y Carvajal                                  |                                                               |  |  |       |  |  |                             |  |  |                          |  |
| Vicente Cabeza de Vaca y Fernández de Córdoba | Mariano Cabeza de Vaca y Morales |                                                              |                                                               |  |  |       |  |  |                             |  |  |                          |  |
|                                               |                                  | Francisca de Borja Fernández de Córdoba y Bernaldo de Quirós | Joaquín Fernández de Córdoba y Vera de Aragón                 |  |  |       |  |  |                             |  |  |                          |  |
|                                               |                                  | Francisca de Borja Fernández de Córdoba y Bernaldo de Quirós | Joaquín Fernández de Córdoba y Vera de Aragón                 |  |  |       |  |  |                             |  |  |                          |  |
|                                               |                                  | Francisca de Borja Fernández de Córdoba y Bernaldo de Quirós | María de la Soledad Bernaldo de Quirós y Colón de Larreátegui |  |  |       |  |  |                             |  |  |                          |  |
| María de Lourdes Cabeza de Vaca y Carvajal    |                                  | Francisca de Borja Fernández de Córdoba y Bernaldo de Quirós |                                                               |  |  |       |  |  |                             |  |  |                          |  |
|                                               |                                  | Ángel María de Carvajal y Téllez-Girón                       | Ángel María de Carvajal y Fernández de Córdoba                |  |  |       |  |  |                             |  |  |                          |  |
|                                               |                                  | Ángel María de Carvajal y Téllez-Girón                       | Ángel María de Carvajal y Fernández de Córdoba                |  |  |       |  |  |                             |  |  |                          |  |
|                                               |                                  | Ángel María de Carvajal y Téllez-Girón                       | Manuela Téllez-Girón y Pimentel                               |  |  |       |  |  |                             |  |  |                          |  |
| Ángela de Carvajal y Jiménez de Molina        |                                  | Ángel María de Carvajal y Téllez-Girón                       |                                                               |  |  |       |  |  |                             |  |  |                          |  |
|                                               |                                  | Josefa Jiménez de Molina y Jiménez                           | José Jiménez de Molina y Villalobos                           |  |  |       |  |  |                             |  |  |                          |  |
|                                               |                                  | Josefa Jiménez de Molina y Jiménez                           | José Jiménez de Molina y Villalobos                           |  |  |       |  |  |                             |  |  |                          |  |
|                                               |                                  | Josefa Jiménez de Molina y Jiménez                           | Josefa María Jiménez y Mochón                                 |  |  |       |  |  |                             |  |  |                          |  |
|                                               |                                  | Josefa Jiménez de Molina y Jiménez                           |                                                               |  |  |       |  |  |                             |  |  |                          |  |